# Rodney Whitaker
Rodney Whitaker, (Detroit, 1968. február 22. –) amerikai nagybőgős, zenepedagógs.

## Pályafutása
Rodney Whitaker először hegedülni tanult, de tizenhároméves korában nagybőgőre váltott. A Wayne State University-n tanult, valamint Robert Gladstone-nál, a Detroit Symphony Orchestra basszusgitárosánál és Marcus Belgrave trombitásnál.
Kezdetben Donald Washingtonnal játszott.
Az 1990-es években többek között Terence Blanchard, Orrin Evans, Kenny Garrett, Wycliffe Gordon, Antonio Hart, Roy Hargrove, Joe Lovano, Kevin Mahogany, Eric Reed, Joe Temperley, Mark Whitfield, Walter Blanding partnere és a Lincoln Center Jazz Orchestra zenésze volt. 1999-ben Wynton Marsalis „The Marciac Suite” című albumán dolgozott. 1995-től Whitaker a DIW és a CrissCross kiadók számára is dolgozott lemezeken, amelyeken olyan zenészek szerepeltek, mint Nicholas Payton, Wallace Roney, Ron Blake, James Carter, Stefon Harris, Wycliffe Gordon és Wynton Marsalis.
Whitaker a Detroit Symphony Orchestra Civic Jazz Orchestra vezetője. Amellett, hogy számos lemezprodukcióban vett részt, és olyan filmzenék létrehozásában is közreműködött, mint a China, (r.: Jeff Wray, 2002).
Rodney Whitaker a Michigani Állami Egyetem basszusgitár professzora. Számos mesterkurzust tartott a Duke Egyetemen, a Howard Egyetemen, az Iowai Egyetemen, a Michigani Egyetemen, a New York-i New School-on, a Lincoln Centerben. Játszott a Detroit International Jazz Festivalon. A Juilliard Schoolon is tanár.

## Lemezválogatás
- Solo Work Children of the Light, 1996.
- With Roy Hargrove The Vibe, 1991.
- Kindered Souls, 1992.
- Tenors of Our Time, 1994.
- Roy Hargrove and Friends, 1994.
- Family, 1995.
- With others (With Francisco Mora), 1986.
- (With Terence Blanchard) Terence Blanchard, 1990.
- (With Blanchard) Simply Stated, 1991.
- (With Antonio Hart) Don't You Know I Care, 1991.
- (With Eric Reed) It's All Right To Swing, 1993.
- (With Junko Onishi) Cruisin', 1993.
- (With J. Mukai) J. Mukai Quintet, 1993.
- (With Mark Whitfield), 1994.
- (With Reed) The Swing And I, 1995.
- (With Johnny Griffin) Chicago, New York, Paris, 1995.
- (With Onishi) Piano Quintet Suite, 1995.
- (With Kenny Garret) The Music of John Coltrane, Warner Brothers, 1996.
- (With Kevin Mahogany) Kevin Mahogany, 1996.
- (With Dianne Reeves) A Grand Encounter, Blue Note, 1996.

## Filmek
2002: China, r.: Jeff Wray

## Díjak
- 2006: Juno-díjjelölés a „Let Me Tell You About My Day” lemezért
- 2024-től az American Academy of Arts and Sciences(wd) tagja

## Fordítás
Ez a szócikk részben vagy egészben  a   Rodney Whitaker című német Wikipédia-szócikk ezen változatának fordításán alapul.  Az eredeti cikk szerkesztőit annak laptörténete sorolja fel. Ez a jelzés csupán a megfogalmazás eredetét és a szerzői jogokat jelzi, nem szolgál a cikkben szereplő információk forrásmegjelöléseként.